# Freden i Örebro

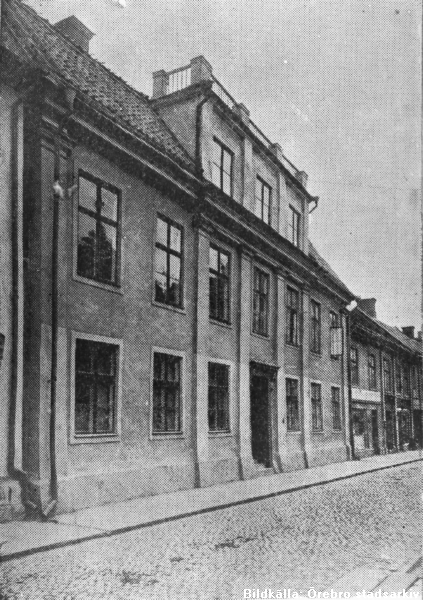
Fredshuset på Storgatan 7 i Örebro, numera rivet.

Freden i Örebro slöts mellan Sverige och Storbritannien efter det krig länderna formellt utkämpade under åren 1810–1812 (även om inte ett enda skott avlossades). Fredsavtalet undertecknades den 18 juli 1812 i det så kallade Fredshuset i samband med Riksdagen år 1812. Samma dag och på samma plats slöts också fred mellan Storbritannien och Ryssland. Båda dessa freder utgjorde en nödvändig förutsättning för att Napoleon I så småningom skulle kunna besegras.

## Bakgrund
I den så kallade Parisfreden 1810 blev Sverige tvingat in i Napoleons handelsblockad mot Storbritannien. Eftersom Storbritannien var Sveriges största handelspartner blev den franska handelsblockaden ett stort ekonomiskt problem, som man löste genom en omfattande smyghandel. Napoleon tröttnade snart på det svenska dubbelspelet och överlämnade genom den franske ministern i Stockholm, baron Charles Jean Marie Alquier, ett ultimatum till den svenska regeringen. Kravet bestod i att Sverige inom fem dagar skulle förklara Storbritannien krig och konfiskera alla brittiska fartyg i svenska hamnar. Efter ett par dagar föll den svenska regeringen till föga för de franska kraven och förklarade Storbritannien krig. 
I januari 1812 besatte franska trupper utan föregående krigsförklaring de svenska besittningarna i Pommern och Rügen, vilket gjorde att Sverige definitivt sällade sig till Frankrikes motståndare. Det brittiska sändebudet Edward Thornton fick i uppgift att sluta ett fredsfördrag med Sverige, men förhandlingarna drog ut på tiden eftersom kronprins Karl Johan ville ha brittiskt stöd för en svensk erövring av Norge vilket Thornton inte hade mandat att ge. För att över huvud taget få till stånd en fred måste kronprins Karl Johan ge avkall på sina krav, vilket ledde till att en fred kunde undertecknas först den 18 juli i Örebro, varefter alliansfördrag slöts den 3 mars 1813 i Stockholm (då även med Preussen och Spanien).
Den 18 juli 2012 högtidlighölls 200-årsjubileet av fredsundertecknandet. Med en ceremoni vid Örebro slott och avtäckande av en minnesplatta över freden, placerad på den plats där huset en gång i tiden låg.